# Hypostomus denticulatus
Hypostomus denticulatus är en fiskart som beskrevs av Zawadzki, Weber och Carla Simone Pavanelli 2008. Hypostomus denticulatus ingår i släktet Hypostomus och familjen Loricariidae. Inga underarter finns listade i Catalogue of Life.